# 小花波平六
小花波 平六（こばなわ へいろく、1920年-2007年6月4日）は、日本の教師、民俗学者。

## 経歴
群馬県に生まれる。群馬師範学校に学び、同校で担任であった千々和実の歴史の授業に「大きな感化を受けた」という。1931年に出征し、1946年に復員すると、東京・板橋で小学校教員になる。1956年に立正大学を卒業。卒業論文は「北魏王朝の経済政策」。1974年から1977年まで板橋区立の小学校校長を務める。教材研究として地域の石造物調査に取り組み、特に庚申塔の調査に焦点を当て、1959年に庚申懇話会を創立した。その後も庚申信仰の第一人者として研究を続けた。教員を退職した後には、板橋区立郷土資料館館長などを務めた。